# The Promised Neverland (film)
Pour plus de détails, voir Fiche technique et Distribution.
The Promised Neverland (約束のネバーランド, Yakusoku no Nebārando) est un film fantastique japonais par Yūichirō Hirakawa. Sorti en décembre 2020, il s'agit d'une adaptation de la série mangas du même nom, créée par Kaiu Shirai et Posuka Demizu et publiée par Shueisha.
Le film est réalisé par Yūichirō Hirakawa et produit par Ken Murase avec un scénario écrit par Noriko Goto. Il met en vedette Minami Hamabe, Jyo Kairi, Rihito Itagaki, Keiko Kitagawa, Naomi Watanabe, Tori Matsuzaka, Yoshiko Mita et Toshihiko Seki.
Rapportant plus de 2,03 milliards de yens (17,7 millions de dollars) lors de sa sortie en salles, The Promised Neverland se classe parmi les films les plus rentables de 2021 au Japon. Le film a également été bien accueilli par la critique, spécifiquement pour sa bonne adaptation, pour son histoire, sa cinématographie et ses thèmes.

## Synopsis
Emma et ses frères et sœurs, tous orphelins, ont été placés dans un orphelinat spécial, connu sous le nom de Grace Field House lorsqu'ils étaient très jeunes. Bien que leur liberté soit limitée et que les règles soient parfois un peu strictes, les enfants mènent une vie heureuse à l'orphelinat Grace Field House, et la femme qu'ils appellent « Maman » s'occupe d'eux. Et leur donne tout l'amour qu'une mère pourrait donner à ses enfants. Mais un soir, après le départ d'un de leurs frères et sœurs, Emma et Norman découvrent que les enfants de cet orphelinat sont en réalité élevés comme bétail pour des monstres, avec l'accord de leur « Maman ». Pour survivre, ils devront faire preuve d'ingéniosité et tenter de s'échapper.

## Fiche technique
- Titre original : 約束のネバーランド
- Titre international : The Promised Neverland
- Réalisateur : Yūichirō Hirakawa
- Scénario : Noriko Goto d'après le manga The Promised Neverland de Kaiu Shirai et Posuka Demizu
- Musique : Masahiro Tokuda
- Produit par : Takashi Ishihara, Yoshihisa Heishi, Minami Ichikawa
- Producteurs : Ken Murase, Miho Kobayashi
- Photo: Keisuke Imamura
- Eclairage : Akatsuki Kobayashi
- Enregistrement : Shinji Watanabe
- Création : Takeshi Shimizu
- Décoration : Yukio Yuzawa
- Styliste : Go Momose
- Coiffure : Mizuki Yamada
- Coiffure (Keiko Kitagawa) : Kei Takakuwa
- Édité par : Nobuyuki Ito
- Disque : Setsuko Kurihara
- Superviseur VFX : Takahiro Ota
- Producteur de musique : Hiroki Taniguchi
- Effets sonores : Yasushi Inomata
- Assistant réalisateur : Jun Shiozaki
- Producteur : Ryusuke Miyamori
- Producteur délégué : Toshiyuki Okuma
- Société de production : Office Crescendo
- Production : Comité de production du film The Promised Neverland ( Fuji Television, Shueisha, Tōhō )
- Société de distribution : Tōhō
- Pays de production : Japon
- Langue originale : Japonais
- Durée : 120 minutes
- Dates de sortie :
  - Japon : 18 décembre 2020
  - Vietnam : 15 janvier 2021
  - Corée du Sud : 7 avril 2022

## Distribution
- Minami Hamabe : Emma
- Jyo Kairi : Ray
- Yamashiro Ruito : jeune Ray
- Rihito Itagaki : Norman
- Keiko Kitagawa : Isabella
- Deguchi Natsuki : Isabella jeune
- Naomi Watanabe : Krone
- Yoshiko Mita : Grand-mère Sarah
- Asada Halo : Conny
- Shibazaki Fuga : Nat
- Ando Miyu : Gilda
- Santoki Soma : Don
- Tōri Matsuzaka : Peter Ratri
- Yurito Mori : Phil
- Leilani Matsumoto : Anna
- Adinan : Dominique
- Motota Mizoguchi : Thomas
- Kousei Kimura : Lanion
- Kit Furuhashi : Marc
- Misora Shimura : Alicia
- Girard Sara : Ivet
- Rupert Palmer : Chris
- Shizuku Ota : Sherry
- Haruka Sato : Jasper
- Sayuki Miyajima : Manya
- Risa Kaneko : Nina
- Ariana : Gemima
- Nbaiare : Chamberlain
- Svediozas : Damdin
- Domerichi Eden Kina : Naira
- Dahlia N : Vivian
- Poésie Yano : Carol
- Toshihiko Seki : Démon (voix)
- Tajiri Hiroaki : Démon (voix)
- Sasaki Hiroo : Démon (voix)

## Production

### Développement
Le film a été annoncé en septembre 2019, avec une date de sortie prévue en décembre 2020. Il a été informé que Yūichirō Hirakawa dirigerait le film, Ken Murase le producteur, avec Noriko Gotou s'occupant du scénario du film,,.
L'idée d'adapter la série The Promised Neverland en une adaptation cinématographique en direct est venue après que Ken Murase, le producteur du film, ait lu la série dans le magazine Weekly Shōnen Jump, où la série est initialement publiée dans un format hebdomadaire. Il a pensé que l'histoire était très intéressante et a été admiré par le talent imaginatif de l'auteur original Kaiu Shirai, alors il a décidé d'en faire un film d'action réelle. Il a immédiatement contacté Shueisha, la société d'édition de l'œuvre originale, pour obtenir les droits et commencer à travailler dessus. L'équipe de production a rencontré beaucoup de difficultés pour créer le monde visuel de la dark fantasy qui n'existe pas dans la réalité, c'est la même chose pour la plupart des histoires fantastiques. Ils étaient donc conscients dès le début de la nécessité de recréer la beauté de Grace Field House en rassemblant le staff et les membres d'équipage appropriés pour cette production.
Le film met en vedette Minami Hamabe dans le rôle d'Emma, Jyo Kairi dans le rôle de Ray, Norman joué par Rihito Itagaki, Keiko Kitagawa qui joue Isabella et Naomi Watanabe dans le rôle de Krone. La distribution artistique de Krone a suscité la controverse, car le personnage est représenté noir dans le manga et l'anime, tandis que Watanabe elle-même est japonaise,,. Certains paramètres ont été modifiés par rapport à l'original, comme l'âge auquel les orphelins sont "expédiés" a été relevé de 12 à 16 ans et l'apparition de Peter Ratri joué par Tōri Matsuzaka,,.

### Tournage

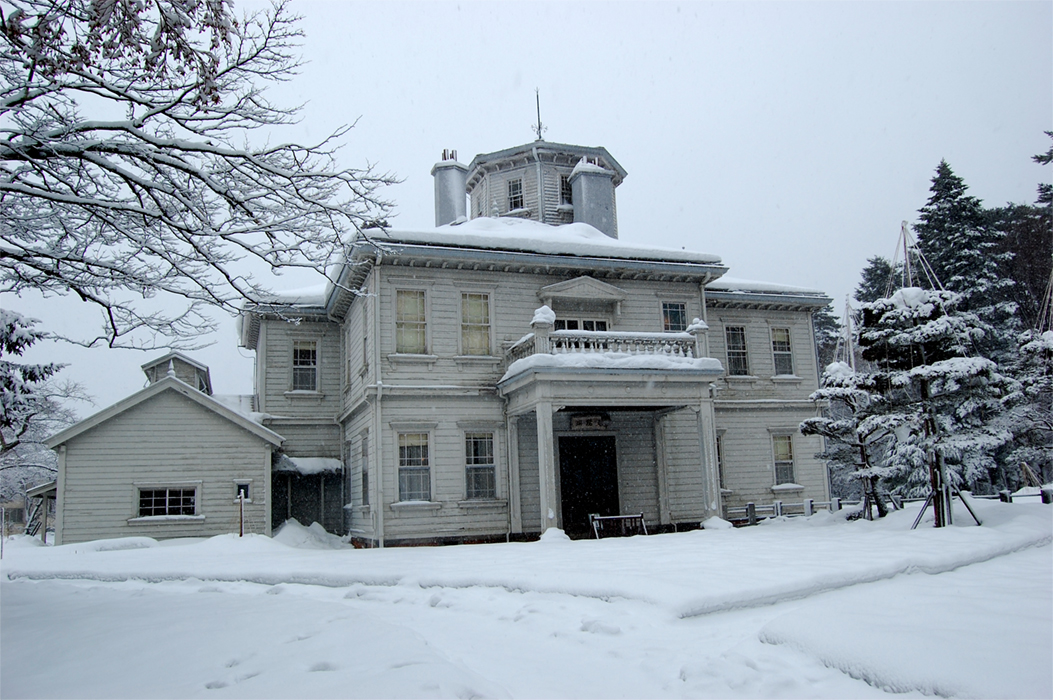
Tenkyokaku, un bien culturel important désigné au niveau national de la ville d'Inawashiro au Japon, qui apparaît sous le nom de Grace Field House dans le film.

La production a eu lieu au Japon et le tournage a eu lieu dans la propriété culturelle importante du Japon. Le Grace Field House a été photographiée en ajoutant un décor à Tenkyokaku dans la ville d'Inawashiro, préfecture de Fukushima,, les scènes telles que la forêt autour de la maison ont été prises dans la préfecture de Nagano, Chino, Fujimi et Ina.

### Visuels
Les visuels de production 3DCG et VFX des monstres et des arrière-plans ont été réalisés par le groupe créatif japonais "khaki", en utilisant Cinema 4D. Il a fallu environ six mois pour terminer la production CGI. Le tournage a commencé à l'été 2019, et une fois le tournage terminé, la conception du concept a commencé à l'automne ou à l'hiver 2019, et la production a été réalisée de janvier à juillet de 2020. Même après cela, ils ont fait des ajustements jusqu'à la toute dernière minute avant la date de sortie.
La principale caractéristique des effets visuels du film est les monstres. Yasuki Miyano, l'un des membres de la production, a tout entrepris, des conceptions à la production d'actifs et même à la sculpture. Au début, il a commencé la production en référence au manga original. Pendant le travail, des croquis dessinés par l'auteur original lors de l'écriture du manga ont été fournis comme matériel supplémentaire, et un modèle conceptuel a été créé. Au début, ils prévoyaient de faire quatre monstres, mais finalement, ils ont décidé d'en faire trois du point de vue de l'équilibre entre coût et qualité. La production comprend la création du concept d'arrière-plan, de la conception conceptuelle des monstres à la modélisation, jusqu'au produit final. En plus de la porte et des piliers, le Grace Field House est également ajouté à l'aide de CGI. La porte est réalisée en Cinema 4D et rendue à l'aide de Redshift, l'intérieur de la porte utilise aussi beaucoup de CGI en complément de l'ensemble. En raison du budget, ils n'ont pu construire que le premier étage du plateau, ils ont donc utilisé Cinema 4D pour combler le manque à gagner.

### Musique
Le groupe de rock japonais Zutomayo a interprété l'indicatif musical du film " Tadashiku Narenai "(正 し く な れ な い)". Masahiro Tokuda a composé et marqué la musique de film, qui a été compilée en une seule bande originale sortie le 16 décembre 2020.
| Bande originale | Bande originale                          | Bande originale | Bande originale | Bande originale | Bande originale | Bande originale | Bande originale | Bande originale | Bande originale |
| No              | Titre                                    | Durée           |                 |                 |                 |                 |                 |                 |                 |
| --------------- | ---------------------------------------- | --------------- | --------------- | --------------- | --------------- | --------------- | --------------- | --------------- | --------------- |
| 1.              | The Promised Neverland                   | 11:38           |                 |                 |                 |                 |                 |                 |                 |
| 2.              | Grace Field House Orphanage              | 1:46            |                 |                 |                 |                 |                 |                 |                 |
| 3.              | Eisai Kyouiku                            | 1:16            |                 |                 |                 |                 |                 |                 |                 |
| 4.              | Sakuno Mukoue                            | 1:21            |                 |                 |                 |                 |                 |                 |                 |
| 5.              | Usodarakeno Sekai                        | 1:37            |                 |                 |                 |                 |                 |                 |                 |
| 6.              | Watashitachiwa Taberarerutameni Ikiteiru | 2:34            |                 |                 |                 |                 |                 |                 |                 |
| 7.              | Ikou, Konosakini Naniga Arunoka          | 1:11            |                 |                 |                 |                 |                 |                 |                 |
| 8.              | Sensen Fukoku                            | 1:11            |                 |                 |                 |                 |                 |                 |                 |
| 9.              | Mama Isabella                            | 0:37            |                 |                 |                 |                 |                 |                 |                 |
| 10.             | Full Score Sannin                        | 0:57            |                 |                 |                 |                 |                 |                 |                 |
| 11.             | Kanshino Me                              | 1:06            |                 |                 |                 |                 |                 |                 |                 |
| 12.             | Sister Krone                             | 2:05            |                 |                 |                 |                 |                 |                 |                 |
| 13.             | Dou, Watashino Kodomotachiwa?            | 2:23            |                 |                 |                 |                 |                 |                 |                 |
| 14.             | Norman No Suiri                          | 2:08            |                 |                 |                 |                 |                 |                 |                 |
| 15.             | Mama No Spy                              | 2:27            |                 |                 |                 |                 |                 |                 |                 |
| 16.             | Subetewa Ima, Konotokinotame             | 2:01            |                 |                 |                 |                 |                 |                 |                 |
| 17.             | Mou Hitorijyanai                         | 2:42            |                 |                 |                 |                 |                 |                 |                 |
| 18.             | Onito Ningenga Kimeta Yakusokuno Sekai   | 3:12            |                 |                 |                 |                 |                 |                 |                 |
| 19.             | Gasaireyo                                | 2:39            |                 |                 |                 |                 |                 |                 |                 |
| 20.             | Zettai Nigeroyo, Kusogakidomo            | 5:48            |                 |                 |                 |                 |                 |                 |                 |
| 21.             | Ray, Emma, Norman No Kizuna              | 1:37            |                 |                 |                 |                 |                 |                 |                 |
| 22.             | Zettai Isshoni Nigeyou                   | 2:32            |                 |                 |                 |                 |                 |                 |                 |
| 23.             | Darehitori Shinasetakunai                | 3:38            |                 |                 |                 |                 |                 |                 |                 |
| 24.             | Sekaiwa Kaerareru                        | 1:47            |                 |                 |                 |                 |                 |                 |                 |
| 25.             | Akirametenai                             | 2:08            |                 |                 |                 |                 |                 |                 |                 |
| 26.             | Orewa Ningenda!                          | 1:30            |                 |                 |                 |                 |                 |                 |                 |
| 27.             | Norman No Sakusen                        | 2:20            |                 |                 |                 |                 |                 |                 |                 |
| 28.             | Konnafuuni Sodatetekuretanowa Mama       | 5:06            |                 |                 |                 |                 |                 |                 |                 |
| 29.             | Leslie No Uta                            | 2:10            |                 |                 |                 |                 |                 |                 |                 |
| 73:15           |                                          |                 |                 |                 |                 |                 |                 |                 |                 |

## Accueil

### Box office
Le film a rapporté 288 millions de yens (2,49 millions de dollars) lors de son week-end d'ouverture de deux jours, vendant plus de 219 000 billets. Le total cumulé de trois jours à partir du premier jour était de 373 millions de yens (3,22 millions USD) avec 284 000 billets vendus. En mai 2022, The Promised Neverland a rapporté 2,03 milliards de yens (17,7 millions de dollars) au box office. Le film figurait également parmi les films les plus rentables du Japon en 2021.

### Réception critique
L'écrivain Hideyuki Nakazawa a attribué au film 4 étoiles sur 5 et le décrit comme « J'ai regardé sans aucune connaissance préalable de la bande dessinée originale. Je pensais que c'était un fantasme plein de rêves et d'aventures, mais il s'est avéré être une dystopie allégorique percutante. Un secret cruel caché derrière un orphelinat paisible où les sourires éclatants des enfants ne cessent jamais. C'était un enfer déguisé en utopie. Les enfants qui le savent tentent de s'échapper pour changer leur avenir et leur destin. Un faux paradis qui s'attaque littéralement aux jeunes innocents, c'est comme un miroir de la société japonaise moderne ». Le film a également été salué par l'auteur Manabu Soma, lui attribuant un 4/5 et louant son histoire et ses personnages, en disant « En tant que fan de l'œuvre originale, j'étais inquiet de la différence d'âge des personnages et les acteurs, et la représentation de démons, mais le premier a été effacé en modifiant les paramètres, et le second a été surmonté avec de la CGI, et l'histoire jusqu'à l'évasion de la maison a été habilement résumée. Le drame est aussi très bon. En ce sens, l'adaptation cinématographique capture avec précision l'esprit  de l'œuvre originale ». Le scénariste Kentaro Muramatsu a par ailleurs donné une critique positive, en louant la performance des personnages principaux et la nature de l'histoire. Il a ajouté : « C'est un film d'un genre dont on peut dire qu'il est un démon des démons, même parmi les films japonais, mais il vaut vraiment la peine d'être vu. Je pense que c'est en grande partie dû au pouvoir de persuasion de Minami Hamabe, qui joue  le rôle principal, et la présence de Keiko Kitagawa, qu'il faudrait appeler l'étoile de ce film. C'est un très bon film que je recommande ».
Bryan Ta de Yahoo! Life a donné au film une critique positive et 4 étoiles sur 5, citant: « L'adaptation cinématographique de The Promised Neverland imite son homologue manga avec une grande précision chirurgicale; chaque rebondissement de l'intrigue a été suivi religieusement par le réalisateur Yūichirō Hirakawa. C'est peut-être l'hommage le plus respectueux que l'on puisse rendre à une série qui a superbement réussi dans le monde des mangas/animes, en contraste frappant avec d'autres films d'action en direct comme Bleach ou Death Note qui ont lamentablement échoué ». Cezary Strusiewicz de Crunchyroll a écrit : « Dans The Promised Neverland de Yūichirō Hirakawa, le désespoir et la résignation sont séduisants et tentants, et il est déchirant de voir de si jeunes personnages les céder. S'avère qu'ils étaient forts et gardaient espoir. Ces scènes chargées d'émotion sont également celles où les acteurs livrent leurs meilleures performances dans le film. The Promised Neverland est une histoire sur le triomphe de l'espoir, qui ressemble exactement à ce dont nous avons besoin en ce moment ».
Si Jia de Geek Review lui a attribué une note de 7,6 sur 10 et l'a appelé, « The Promised Neverland est une version raffinée d'une adaptation d'anime en direct qui livre dans les domaines qui comptent ». Jeanmarie Tan de The New Paper a fait l'éloge du film et lui a donné 4 sur 5, déclarant: « Ce fantasme sombre brandit une intrigue choquante qui pose des questions provocantes et fournit un avantage des rebondissements et des sensations fortes ». Asian Movie Web lui a attribué une note de 6 sur 8 et décrit le film comme suit : « Le réalisateur Yūichirō Hirakawa compose de magnifiques images pour ce drame-thriller aux allures de conte de fées, et la bande originale est également exceptionnelle. Les démons ont une allure grotesque, sortent tout droit d'un livre d'images, et les effets spéciaux sont impressionnants d'un bout à l'autre de plus. Les décors, en particulier l'orphelinat, sont par ailleurs bien choisis. The Promised Neverland est définitivement quelque chose pour les yeux. Finalement, cette adaptation est l'une des plus réussies, le film est une recommandation claire et forte ».

### Distinctions
| Année | Prix                 | Catégorie             | Résultats  | Ref    |
| ----- | -------------------- | --------------------- | ---------- | ------ |
| 2022  | 10e VFX-JAPAN Awards | Prix d'Excellence     | Lauréat    | [ 27 ] |
| 2022  | 10e VFX-JAPAN Awards | Prix du Meilleur Film | Nomination | [ 28 ] |

## À propos

### Blu-ray et DVD
Le Blu-ray et le DVD du film, y compris une édition spéciale, sont sortis au Japon le 19 mai 2021,. Depuis janvier 2022, The Promised Neverland est disponible en streaming sur Amazon Prime Video Japon,.

### Diffusion télévisée
Le film a été diffusé pour la première fois à la télévision japonaise le 2 avril 2022, sur Fuji TV.

### Roman
Une novélisation du film est sortie le 18 décembre 2020 au Japon. Le roman a été écrit par Nanao sur la base du scénario de Noriko Goto.